# نرم‌افزار فروشگاه اینترنتی
نرم‌افزار فروشگاه اینترنتی یا فروشگاه‌ساز اینترنتی نوعی نرم‌افزار تجارت الکترونیکی بر پایهٔ وب است که به عرضه‌کنندگان یا فروشندهٔ کالاها و خدمات، این امکان را می‌دهد تا محصول‌ها و خدمات خود را از طریق شبکهٔ جهانی اینترنت به سراسر دنیا معرفی کرده و بازاری جهانی برای تجارت خود ایجاد کنند. همچنین این نوع خرید و فروش امکان مقایسه و خرید کالاها و سرویس‌های مورد نیاز را به صورت مستقیم از طریق فروشگاه‌های اینترنتی موجود در سرتاسر جهان بدون محدودیت زمانی و جغرافیایی به مشتریان می‌دهد.
برای ایجاد چنین محیطی در اینترنت نیاز به ابزاری است تا به‌وسیلهٔ آن بتوان یک فروشگاه اینترنتی راه‌اندازی کرد. این ابزار اغلب با نام نرم‌افزار فروشگاه اینترنتی (فروشگاه‌ساز) شناخته می‌شود. در واقع این یک نرم‌افزار با قابلیت‌های فروشگاهی است که بر روی بستر وب پیاده می‌گردد.
نرم‌افزار فروشگاه اینترنتی برای فروشندگان و تولیدکنندگان، این امکان را مهیا می‌سازد تا کالاها و خدمات خود را به صورت مستقیم بر روی شبکهٔ جهانی اینترنت عرضه کنند تا مردم بتوانند با اتصال به نام دامنهٔ فروشگاه، اطلاعات کامل کالاها و خدمات را مشاهده کرده و آن‌ها را به‌صورت آنلاین سفارش دهند.
فروشگاه اینترنتی یا آنلاین معمولاً مانند یک سبد خرید مجازی عمل می‌کند و گاهی با این نام نیز شناخته می‌شود و به مشتریان این امکان را می‌دهد تا فهرستی از کالاهای مورد نیاز خود برای خرید را انتخاب کرده و به سبد خرید مجازی خود اضافه کنند. معمولاً این عمل با استفاده از گزینهٔ «اضافه کردن محصول به سبد» امکان‌پذیر می‌شود. سپس نرم‌افزار، لیست تهیه‌شده توسط مشتری را بررسی و امکان انتخاب نحوهٔ پرداخت مبلغ سفارش و انتخاب نحوهٔ حمل و نقل سفارش را مهیا می‌کند. سپس هزینهٔ کلی سفارش اعم از مبلغ قابل پرداخت برای هر محصول و هزینهٔ بسته‌بندی و ارسال را محاسبه و برآورد می‌کند و سفارش به‌طور کامل جهت رسیدگی توسط فروشنده ثبت می‌گردد.
موجود بودن کالا، ثبت سفارش اولیه، تأیید سفارش، تعیین نحوهٔ دریافت کالا و تأیید دریافت نهایی کالا معمولاً در همین نرم‌افزار انجام می‌پذیرد. این نرم‌افزار حکم یک واسط کاربری در اینترنت با فروشندگان را دارد که قابلیت‌های سیستماتیک فراوانی نیز دارد. معمولاً این نرم‌افزارها سیستم‌های مالی، سفارش کالا، موجودی انبار و سیستم‌های پرداخت آنلاین را هم پشتیبانی می‌کنند و تمامی قابلیت‌ها را در یک‌جا فراهم می‌کنند.

## تاریخچه و واژگان
پس از پیدایش اینترنت (World Wide Web)، و تبدیل به یک رسانهٔ گروهی، سیستم‌های خرید اینترنتی ایجاد و توسعه یافتند. این نوآوری نتیجهٔ راه‌اندازی مرورگر Mosaic در سال ۱۹۹۳ و Netscape در سال ۱۹۹۴ بود. این سیستم محیطی را به وجود آورد که در آن ایجاد فروشگاه‌های تحت وب (فروشگاه اینترنتی) ممکن بود؛ بنابراین اینترنت و WWW به عنوان ابزارهای زیرساختی و کلیدی، به انتشار و توسعهٔ سریع تجارت الکترونیکی کمک کردند. تجارت الکترونیکی (به عنوان زیرمجموعه‌ای از E-BUSINESS) به تمامی سیستم‌های کامپیوتری گفته می‌شود که از معاملات داد و ستدی حمایت و پشتیبانی می‌کنند. در سال ۱۹۹۸ به‌طور عمومی ۱۱ مدل تجارت الکترونیکی وجود داشت که یکی از آن‌ها مدل تجاری (B2C business to customer) E-SHOP یا همان فروشگاه اینترنتی بود که فروشگاه آنلاین (ONLINE SHOPPING) نیز نامیده می‌شد.
دو واژهٔ E-SHOP و ONLINE SHOP مترادف هم هستند. واژهٔ خرید آنلاین خیلی قبل‌تر در سال ۱۹۹۴ اختراع شده بود (به عنوان مثال برای سیستم‌های تلویزیونی). امروزه این واژه در مورد مدل B2C از تجارت الکترونیکی به کار می‌رود. برای این‌که خرید اینترنتی ممکن شود، به یک سیستم نرم‌افزاری نیاز است. به منظور ایجاد امکان خرید آنلاین برای تمامی مشتریان، فروشگاه‌های اینترنتی بر پایهٔ www تکامل یافتند. برای این مدل از سیستم‌های خرید اینترنتی کلمهٔ اختصاری (web shop) استفاده می‌شود. هیچ واژهٔ یکنواخت و ثابتی برای این مدل از سیستم تجارت الکترونیکی به وجود نیامده است؛ مثلاً در مناطقی که به زبان آلمانی حرف می‌زنند واژگانی مانند "web shop software" یا "online shop software" مورد استفاده قرار می‌گیرد یا در آمریکا واژهٔ "shopping cart software" ایجاد شده و مورد استفاده قرار می‌گیرد.
نرم‌افزارها و فروشگاه‌های اینترنتی هم‌اکنون به جزئی جدایی‌ناپذیر از سیستم و اقتصاد کشورها تبدیل شده‌است؛ به‌طوری‌که حتی برای آن‌ها قوانینی نیز درج شده‌است. برای مثال، در کشور ایران از سال ۱۳۹۶، اتحادیهٔ رسمی کسب‌وکارهای اینترنتی شروع به کار کرده‌است؛ چراکه بیش از ۳۰۰۰ هزار وب‌سایت خرید و فروش خدماتی در این کشور فعال است. این سازمان هرساله فهرستی از بهترین وب‌سایت‌ها را معرفی می‌کند که کاربران می‌توانند با رضایت خاطر به آن مراجعه کنند. مثل بهترین سایت‌های فروش لوازم خانگی، بهترین سایت‌های نوبت‌دهی پزشک و … که پیش‌تر مجوز رسمی از سوی این اتحادیه برای کسب‌وکار آنلاین خود اخذ نموده‌اند.

## اجزا
Storefront: بخشی از فروشگاه اینترنتی که در دسترس بازدیدکنندگان قرار دارد. دسته‌بندی‌ها، کالاها و سایر صفحات مانند جستجو و … بر اساس اطلاعات ذخیره شده در پایگاه داده، به صورت پویا به‌وسیلهٔ نرم‌افزار فروشگاه اینترنتی تولید می‌شوند. مدیر فروشگاه می‌تواند نمای ظاهری storefront را به منظور یکپارچه شدن صفحات تولیدشده توسط نرم‌افزار فروشگاه و سایر صفحات آن تغییر دهد.
مدیریت: بخشی از فروشگاه آنلاین که به منظور مدیریت فروشگاه در دسترس صاحب امتیاز فروشگاه قرار دارد. ویژگی‌های بخش مدیریت با توجه به امکانات نرم‌افزار فروشگاه اینترنتی، به انتخاب مدیر فروشگاه قابل تغییر است. با این وجود، امکانات مدیریتی اصلی در دسترس مدیر، اضافه کردن و ویرایش کالاها، دسته‌بندی‌ها، تخفیف‌دهی، حمل و نقل و تنظیمات پرداخت هستند. مدیریت سفارش‌ها نیز می‌تواند جزئی از امکانات مدیریتی باشد.
محیط مدیریت می‌تواند به شکل‌های زیر در دسترس مدیر قرار گیرد:
- بر پایهٔ وب (دسترسی از طریق یک مرورگر وب)
- بر پایهٔ دسکتاپ (یک اپلیکیشن دسکتاپ که بر روی کامپیوتر کاربر اجرا می‌شود و تغییرات اعمال شده توسط مدیر را به storefront منتقل می‌کند)

## مدل توسعهٔ نرم‌افزار فروشگاه اینترنتی
نرم‌افزارهای فروشگاه اینترنتی به دو صورت رایگان (Free Software) و تجاری (Commercial) توسعه داده شده و عرضه می‌شوند:

### نرم‌افزار فروشگاه اینترنتی رایگان (متن باز)
مدل توسعهٔ نرم‌افزار آزاد در زمینهٔ تولید این مدل نرم‌افزارها نیز مورد استفاده قرار گرفته و مورد قبول جامعه قرار گرفته‌است. در این مدل توسعه، جمعی از افراد متخصص و برنامه‌نویس از نقاط مختلف دنیا بر روی یک نرم‌افزار کدباز (Open Source) مشارکت کرده و نهایتاً در قالب یک لایسنس آزاد، نرم‌افزار را جهت استفادهٔ تمامی افراد جامعه منتشر می‌کنند. در این مدل توسعه معمولاً نرم‌افزار به صورت رایگان در اختیار تمامی افراد جامعه قرار داده می‌شود و گاهی شرکت‌هایی نیز از جامعهٔ توسعه‌دهندهٔ نرم‌افزار، حمایت مالی می‌کنند که در این صورت شرکت‌های مذکور از خدمات جانبی در کنار نرم‌افزار، درآمدزایی دارند.
مزیت اصلی نرم‌افزار فروشگاه اینترنتی رایگان این است که می‌توان آن‌ها را بر روی هر سرور وب که با آن سازگاری دارد نصب و میزبانی کرده و در کمترین زمان ممکن صاحب یک فروشگاه با کمترین هزینه شد. همچنین سورس کدهای نسخهٔ آزاد معمولاً برای ویرایش و تغییر یا سفارشی کردن برنامه در دسترس است.
پشتیبانی نرم‌افزارهای آزاد معمولاً از طریق انجمن‌های کاربری و توسعه‌دهندگان آن نرم‌افزار ارائه می‌شود ولی در صورتی که بخواهید از یک پشتیبانی حرفه‌ای و تمام‌وقت بهره‌مند شوید نیاز خواهد بود که هزینهٔ دریافت خدمات پشتیبانی را پرداخت کنید. لازم به توضیح است که نرم‌افزارهای رایگان فروشگاه اینترنتی معمولاً به ساده‌ترین شکل ممکن رایگان هستند و برای توسعه یا افزایش توانایی‌های آن‌ها باید مبالغی را پرداخت نمود یا این‌که از متخصصین نرم‌افزار برای توسعهٔ آن‌ها بهره جست.
در حال حاضر فروشگاه‌های رایگان زیادی وجود دارند که از معروف‌ترین آن‌ها می‌توان وردپرس و افزونهٔ فروشگاهی آن، ووکامرس را نام برد. استفاده از این فروشگاه‌ها برای آن دسته از افرادی که از آیندهٔ کسب‌وکار خود مطمئن نیستند یا با بودجهٔ کمی می‌خواهند شروع به کار کنند مناسب است.
- مزایا:

هزینهٔ پایین و در دسترس قرار گرفتن فروشگاه در مدتی کوتاه
- معایب:

هزینه‌های پنهان شامل خرید افزونه‌ها و قالب،
نیاز به هاست مناسب، عدم وجود پشتیبانی

### نرم‌افزار فروشگاه اینترنتی تجاری (غیر رایگان)
این مدل نیز امروزه در خیلی از مراکز نرم‌افزاری پرکاربرد، توسط شرکت‌های مختلف عرضه می‌شود. شرکت‌های مختلف تولیدکنندهٔ نرم‌افزارهای تحت وب با تشکیل تیم‌های برنامه‌نویسی و سرمایه‌گذاری در این زمینه، نرم‌افزار با امکانات گسترده تولید و به بازار عرضه می‌کنند که معمولاً تحت لیسانس آن شرکت هستند.
برای استفاده از این مدل نرم‌افزارها بایستی در ابتدا هزینهٔ تهیهٔ نرم‌افزار و قرارداد اولیه را پرداخت نمود ولی با پرداخت این هزینه مطمئن خواهید بود که از یک نرم‌افزار حرفه‌ای با خدمات پشتیبانی قابل اعتماد بهره می‌برید. البته شرکت‌های مختلف در این زمینه امکانات نرم‌افزار و خدمات متنوعی ارائه می‌کنند که معمولاً فروشندگان و تولیدکنندگان در زمان انتخاب نرم‌افزار فروشگاه اینترنتی گزینه‌های بیشتری جهت بررسی و انتخاب خواهند داشت. به‌طور کلی نرم‌افزارهای فروشگاه اینترنتی غیر رایگان را می‌توان در دو دسته قرار داد:
- نرم‌افزار فروشگاه اینترنتی اختصاصی

طراحی این دسته از نرم‌افزارهای فروشگاه اینترنتی، توسط یک تیم طراحی و توسعه از صفر شروع می‌شود. صاحبان کسب‌وکار می‌توانند تمامی امکانات و ویژگی‌های فروشگاه اینترنتی مورد نظرشان را بر اساس نیازها و سلیقهٔ خود از تیم برنامه‌نویسی درخواست نمایند.
- مزایا:

توسعه‌پذیری سیستم فروشگاه، مطابقت با نیازمندی‌ها و سلایق، دریافت پشتیبانی مناسب از تیم طراحی و توسعه
- معایب:

هزینهٔ بالای طراحی فروشگاه، نیاز به هاست مناسب، زمان‌بر بودن آماده شدن فروشگاه
- نرم‌افزارهای آمادهٔ غیر متن باز

برخی از شرکت‌های توسعهٔ نرم‌افزار، فروشگاه‌سازهایی طراحی و پیاده‌سازی کرده‌اند که تمامی امکانات ضروری یک فروشگاه اینترنتی را شامل می‌شوند. همانند دستهٔ قبل، این نوع نرم‌افزارهای فروشگاهی نیز به صورت آماده در دسترس خواهند بود. به‌طور معمول طراحی عمومی و فروش به تعداد افراد بسیار زیاد، موجب می‌شود تا قیمت تمام‌شدهٔ این نرم‌افزارهای فروشگاه اینترنتی نسبت به یک نرم‌افزار فروشگاه اختصاصی بسیار پایین‌تر باشد.
- مزایا:

هزینهٔ پایین، در دسترس قرار گرفتن فروشگاه در مدتی کوتاه، عدم نیاز به هاست (به‌طور معمول)، دریافت خدمات پشتیبانی، قابلیت توسعه

## مشخصات فنی
برای توسعهٔ نرم‌افزار فروشگاه اینترنتی معمولاً از زبان‌های برنامه‌نویسی سمت سرور نظیر پی‌اچ‌پی (php) و ای‌اس‌پی‌دات‌نت (ASP.net) و همچنین یک سیستم پایگاه داده جهت نگهداری اطلاعات محصول‌ها، مشتریان و سفارش‌ها به‌عنوان مثال مای‌اس‌کیوال (MySQL) یا مایکروسافت اس‌کیوال سرور (MS SQL Server) بهره گرفته می‌شود. در نرم‌افزارهای فروشگاه اینترنتی مدرن جهت تعامل بهتر با مشتریان و مدیریت فروشگاه از زبان‌های برنامه‌نویسی سمت کلاینت نظیر جاوااسکریپت و کتابخانه‌های مبتنی بر آن نظیر جی‌کوئری (Jquery) و پروتوتایپ (Prototype) استفاده می‌شود.
در این نرم‌افزارها تمامی اطلاعات محصول‌ها توسط مدیریت فروشگاه در دیتابیس مرکزی فروشگاه بر روی سرور اینترنتی ذخیره و نگهداری می‌شود که مشتریان می‌توانند با مراجعه به آدرس اینترنتی فروشگاه، اطلاعات ذخیره‌شده در دیتابیس آن را مشاهده کرده و نسبت به مقایسهٔ اطلاعات محصول‌ها اقدام کنند. با توجه به حجم اطلاعات نگهداری‌شده در دیتابیس، معمولاً از تکنیک‌های مختلفی جهت افزایش امنیت و بهینگی کدها استفاده می‌گردد. موضوع مهمی که در این مورد مطرح است، صحت داده‌های فروشگاه و امنیت بالای ذخیره‌سازی اطلاعات است تا تراکنش‌های آنلاین در محیط امنی ذخیره و نگهداری گردند.
در نرم‌افزارهای فروشگاه اینترنتی عموماً با اتصال به درگاه‌های بانکی مختلف امکان پرداخت مبلغ سفارش‌ها به مشتریان داده می‌شود. از جمله درگاه‌های بین‌المللی می‌توان به پی‌پل (PayPal) و 2Checkout و Google Checkout اشاره نمود که وظیفهٔ این درگاه‌ها دریافت اطلاعات بانکی مشتریان، بررسی صحت اطلاعات و انجام تراکنش انتقال وجه از حساب مشتری به حساب فروشنده است. درگاه‌های بین‌المللی به‌طور عمومی در داخل ایران قابل استفاده نیستند و این درگاه‌ها اطلاعات شبکهٔ بانکی ایران را نمی‌پذیرند. به همین دلیل در ایران درگاه‌های مختلفی که قادر به پردازش اطلاعات بانکی مشتریان شبکهٔ بانکی ایران هستند به وجود آمده‌اند که این درگاه‌ها با اتصال به شبکهٔ شتاب (شبکه تبادل اطلاعات بانکی) قادر به انجام تراکنش از حساب مشتریان به حساب فروشندگان هستند. از جمله درگاه‌های درون کشور می‌توان به درگاه پرداخت امن پاسارگاد، درگاه بانک سامان، درگاه بانک ملت و درگاه بانک پارسیان اشاره نمود.
مشتریان با مراجعه به فروشگاه‌های اینترنتی، اطلاعات محصول‌های داخل فروشگاه را مشاهده کرده و محصول‌های مورد نظر خود را به سبد خرید مجازی خود اضافه می‌کنند. با این کار معمولاً اطلاعات سبد خرید در سمت سرور با استفاده از SESSIONها ذخیره و نگهداری می‌گردد. بعد از تکمیل مراحل خرید و انجام تراکنش موفق بانکی، اطلاعات SESSION به اطلاعات قابل ذخیره بر روی دیتابیس فروشگاه تبدیل شده و کلیهٔ اطلاعات مربوط به سفارش و مشتری جهت بررسی توسط فروشنده ذخیره و نگهداری می‌شود. مشتری پیش از ثبت نهایی سفارش می‌تواند سبد خرید خود را خالی کند که در این صورت فقط اطلاعات از SESSION آن مشتری حذف می‌گردد.
برخی نرم‌افزارهای فروشگاه اینترنتی اجازهٔ تشکیل سبد خرید مجازی را نداده و فقط امکان ثبت یک محصول در هر سفارش را دارند. در این صورت فقط مبلغ آن محصول در درگاه بانکی پرداخت می‌گردد (به عنوان مثال نرم‌افزار فروشگاه‌ساز رایگان PayPal).
نرم‌افزار فروشگاه اینترنتی با عناوین دیگری نظیر نرم‌افزار تجارت الکترونیک، نرم‌افزار فروشگاه الکترونیکی، نرم‌افزار فروشگاه آنلاین یا فروشگاه‌ساز (به‌طور عمومی) شناخته می‌شود.

## فروشگاه‌سازها
چند مورد از سیستم‌های ساخت فروشگاه که از زبان فارسی هم پشتیبانی می‌کنند فروشگاه‌سازهای ووکامرس، ناپ‌کامرس، مجنتو، اوپن کارت و پرستاشاپ هستند.